# Chipeta (líder indígena)
Chipeta (Aldeia Kiowa perto de Conejos, 1843 — Bitter Creek, 20 de agosto de 1924) foi uma líder indígena e pacifista dos Estados Unidos, a única mulher a participar de um conselho de líderes do povo Ute.

## Biografia
Nasceu em uma aldeia Kiowa (subgrupo Apache), que pouco depois de seu nascimento foi atacada e devastada. O único sobrevivente foi ela, ainda um bebê, encontrada por um grupo de índios Ute e batizada como Chipeta, que significa Pássaro Branco Cantor. A menina cresceu demonstrando invulgar inteligência e perspicácia. Era dotada também de grande beleza.
Em 1859 faleceu Égua Negra, a esposa do subchefe Ouray, um índio semi-aculturado mestiço de Apache Jicarilla e Ute Uncompahgre que vivia como criador de ovelhas no Colorado, e então Chipeta, ainda uma adolescente, passou a cuidar do seu filho Queashegut e da casa de Ouray. Pouco depois foi tomada como esposa, formando um casal inseparável. Chipeta também era sua conselheira e confidente e participava ao seu lado das reuniões do conselho tribal, coisa inédita entre os Ute. Em 1860, com a morte do pai de Ouray, ele tornou-se chefe dos Ute Tabeguache, desempenhando um papel fundamental como intermediário e pacificador entre os Ute e os brancos.
Também em 1859 as terras da tribo começaram a ser invadidas por exploradores brancos que buscavam ouro, e diante de sua força e agressividade Ouray compreendeu que a única maneira dos Ute sobreviverem seria entrarem em um acordo com os invasores na tentativa de conviverem pacificamente. Isso levou à assinatura de vários tratados entre os Ute e o governo dos Estados Unidos na década de 1870, criando uma reserva para os índios e fazendo outras disposições. Chipeta participou ativamente de todas as negociações, foi a única mulher jamais admitida num conselho tribal Ute, e foi reconhecida tanto por agentes do governo como pelos Ute como uma líder em seu próprio direito, dona de grande sabedoria e dignidade. Com a formalização dos tratados Ouray foi reconhecido pelo governo como o líder de todos os Ute, mas nem todas as aldeias o aceitaram. Com efeito, pouco depois foi organizada uma emboscada por facções dissidentes, a fim de assassiná-lo, onde se incluía um dos irmãos adotivos de Chipeta, Saponavero. O atentado fracassou principalmente porque os seus líderes desistiram na última hora, exceto Saponavero, que entrou em luta com Ouray e esteve a ponto de ser morto por ele, sendo salvo pela intervenção de Chipeta.
Depois Ouray e Chipeta se estabeleceram em uma fazenda perto de Montrose, a primeira a ser criada na região. O governo sustentou o casal com um salário de mil dólares anuais enquanto Ouray permanecesse na chefia dos Ute. Como sinal de boa vontade, eles passaram a cultivar hábitos ocidentais e entreter visitantes brancos. Chipeta aprendeu a cantar e tocar guitarra, e ambos se converteram ao Cristianismo. Sua vida transcorreu tranquilamente até 1879, quando foi nomeado um novo delegado governamental para os Ute, Nathan Meeker, que era hostil aos indígenas. Logo começou a crescer o ressentimento dos indígenas contra suas atitudes, desprezando sua cultura e insistindo que todos se tornassem fazendeiros, e em 29 de setembro explodiu uma rebelião. Meeker e vários outros funcionários do governo foram mortos, houve baixas também entre os índios e diversos deles toram tomados como reféns. Chipeta recebeu vários brancos em sua casa como refugiados e enviou um emissário em busca de Ouray, que estava caçando, suplicando que ele intercedesse pela paz. Ouray agiu conforme o pedido, a revolta foi aplacada e os reféns, libertos. Vários sobreviventes do massacre deixaram relatos descrevendo a importante intermediação de Chipeta no conflito. Contudo, a revolta desencadeou uma reação de parte do governo, que decidiu remover os Ute da região e confiná-los em outra reserva.

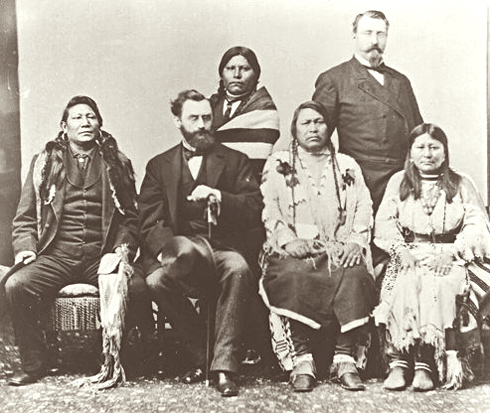
Integrantes da missão de 1880. Sentados: Chefe Ignacio, Carl Shurz, secretário do Interior, chefe Ouray e Chipeta. De pé: Woretsiz e o general Charles Adams.

Em 1880 Ouray e Chipeta foram convocados pelo presidente dos Estados Unidos, Rutherford Hayes, para a redação do texto final de um tratado de paz. Hayes disse mais tarde que Ouray era uma das pessoas mais intelectualizadas que ele jamais conhecera, e segundo Jeanne Varnell, Chipeta, cheia de charme e dignidade, "tornou-se a sensação da sociedade de Washington", recebendo muitos presentes. Retornaram para suas terras com a missão de convencer os Ute do sul, ainda resistentes, a assinarem o tratado, mas Ouray caiu doente e faleceu em seguida.
Se antes do desaparecimento do marido Chipeta havia sido vista como uma grande líder e exercera grande influência entre seu povo, depois seu poder declinou. Em 1881 sua fazenda foi confiscada pelo governo, e quando os Ute Uncompahgre foram removidos à força para o Utah, Chipeta os acompanhou. Recebeu uma diminuta área de terra, insuficiente para seu sustento. Em data incerta casou-se com o abastado criador de ovelhas Toomuchagut, um Ute bem sucedido, mas a união durou pouco. Desiludida com os brancos, Chipeta desfez-se de todos os presentes que havia recebido e das roupas ocidentais que usava, revertendo ao modo de vida indígena. Passou a acompanhar grupos nômades que ainda sobreviviam e voltou a servir como conselheira tribal, readquirindo o respeito que gozara. Em seus últimos anos se tornou largamente conhecida nos Estados Unidos. Quando faleceu foi sepultada em local secreto, mas um ano mais tarde o local foi descoberto, e seus restos mortais foram disputados pelas cidades de Ignacio e Montrose, sendo reenterrados em uma tumba perto de sua antiga fazenda em Montrose.
Mais tarde a Sociedade Histórica do Colorado ergueu um museu em sua memória junto à tumba. Várias ruas em diversas cidades foram batizadas com seu nome. Em 1985 foi incluída na Sala da Fama do Colorado. Na justificativa, foi salientada "sua coragem e valor demonstrados em seus esforços como mediadora entre os nativos americanos e os brancos. [...] Tanto brancos como nativos admiravam e respeitavam Chipeta por sua beleza, sabedoria, bom senso e compaixão". Em 2017 uma montanha da Cadeia Sawatch no Colorado foi batizada com seu nome.